# Rendez-vous avec X
Rendez-vous avec X était une émission de radio hebdomadaire proposée par France Inter, sur l'histoire contemporaine et l'actualité, abordant plus particulièrement les affaires liées à l'espionnage, sous la forme d'une interview entre le journaliste Patrick Pesnot et un mystérieux invité, Monsieur X, qui raconte les événements du point de vue des services secrets.
L'émission a été diffusée entre 1997 et 2015, les samedis de 13 h 20 à 14 h. La diffusion est reprise l'été 2016 aux mêmes horaires pour neuf épisodes. Rediffusée du 18 mars 2020 au 26 juin 2020 en podcast, l'émission est rediffusée pendant la saison 2020-2021 les samedis et dimanches à 23 h, puis pendant l'été 2021 en semaine à 13 h 30, et l'été 2022 puis l'été 2023 en semaine à 13 h 17.
Elle est accessible également en podcast sur le site de la radio.

## Présentation
Cette émission est un dialogue entre le producteur de l'émission, le journaliste Patrick Pesnot, et le mystérieux M. X, censé être un ancien agent des services de renseignements français qui, arrivé à l'âge de la retraite, distille ses confidences aux auditeurs. Le but affiché de l'émission est de montrer la « face cachée » de l'histoire en insistant sur le rôle clé des hommes et femmes de l'ombre. En dehors de la conversation avec M. X, Patrick Pesnot intervient deux ou trois fois au cours de l'émission pour compléter, préciser ou nuancer le récit de X à l'aide de références bibliographiques.
Équipe de réalisation :
- production et animation : Patrick Pesnot ;
- réalisation : Michèle Billoud ;
- attachée de production : Rébecca Denantes, spécialisée dans la recherche documentaire[1] ;
- programmation musicale : Julien Deflisques (crédité comme « Monsieur Djub' »).

La Suite Punta del Este d'Astor Piazzolla sert de générique pour l'émission, comme elle a servi de générique au film de Terry Gilliam L'Armée des douze singes.
L'émission a été diffusée entre 1997 et 2015, les samedis de 13 h 20 à 14 h. En effet, Patrick Pesnot annonce l'arrêt de l'émission en juin 2015. Il souligne que c'est une décision qu'il a prise sans y être poussé par la direction de la radio : âgé de 71 ans, il trouve trop difficile de continuer à produire une émission à un rythme hebdomadaire.
La diffusion est reprise l'été 2016 aux mêmes horaires pour neuf épisodes.
D'avril à juin 2020 des épisodes sont rediffusés à un rythme quotidien.
À la suite du décès de Patrick Pesnot le 13 mars 2023, France Inter diffuse le 18 mars 2023 une émission spéciale « Une nuit avec monsieur X » en rediffusant plusieurs anciens épisodes.

## Identité de Monsieur X
L'identité de X reste mystérieuse. Patrick Pesnot affirme « avoir rencontré son informateur par hasard, à la bibliothèque de l'Arsenal. Monsieur X, ancien agent secret, lui aurait proposé ses services et, surtout, ses précieux tuyaux ».
Monsieur X serait un homme d'environ 80 ans, peut-être d'origine russe[réf. nécessaire]. Dans une émission diffusée le 25 septembre 2004 il dit qu'il n'a « pas encore tout à fait 77 ans » (il serait donc né après 1926). Engagé très jeune dans la Résistance, il dit avoir vécu à Londres et fréquenté les membres de la France libre[réf. nécessaire]. Il aurait ensuite fait partie du SDECE et aurait brièvement séjourné en prison à la fin des années 1940 dans le cadre de l'affaire dite « du plan Bleu ». Lors de différents entretiens il admet avoir travaillé comme agent en Algérie, Israël et à Berlin, où il dit avoir rencontré l'agent double britannique George Blake[réf. nécessaire]. Il aurait également fait partie du cabinet d'un ministre de la Quatrième République en tant que conseiller spécial. Lors d'une émission évoquant un agent agissant sous une fausse identité de professionnel de l'import-export, Patrick Pesnot remarque que « c'est un commerce très pratique pour dissimuler des activités d'espionnage », avant d'ajouter « vous en savez quelque chose », laissant entendre que Monsieur X aurait pratiqué cette profession, au moins comme couverture. Le nom de Constantin Melnik, figure des services secrets, a été évoqué.
Patrick Pesnot affirme régulièrement sa conviction que Monsieur X ne serait pas seul, mais qu'il serait en quelque sorte le porte-parole d'un « club » d'anciens des services secrets désireux de raconter leur histoire,.
Le 18 juin 2015 Patrick Pesnot apparaît aux côtés de Monsieur X dans l’émission de Sonia Devillers L'Instant M sur France Inter. Ils y multiplient les allusions au fait que Monsieur X serait en fait un acteur permettant de dynamiser le récit en créant un dialogue. Le fait qu’il s’agisse d’une interview de Patrick Pesnot et que Monsieur X n’ait que quelques répliques confirment que Monsieur X est sans doute un acteur. L’identité du comédien à la belle voix basse n’est en revanche pas révélée.
À la suite du décès de Patrick Pesnot, Radio France publie sur son site un article indiquant que Monsieur X était depuis le début un acteur, interprétant un jeu de questions-réponses préparé par l'équipe de l’émission.
Liste des candidats possibles et leur justification
 (juin 2025).
- Si vous ne connaissez pas le sujet, laissez ce bandeau (vous pouvez alors contacter les auteurs).
- Si vous supprimez le contenu mis en cause (vous pouvez préalablement contacter les auteurs),

argumentez précisément cette suppression dans la page de discussion
(un manque de référence n'est pas un argument ; une recherche réelle de référence doit avoir été effectuée, être formellement documentée).
1) Bernard Golay:
- retiré des médias depuis la fin des années 70, sa voix n’est plus connu, ce qui explique la difficulté de penser à lui. Mais le timbre (plus mature), la diction etc …. collent bien à ceux de Monsieur X
- son âge correspond à celui de X
- son menton, sa bouche, ses pommettes petites et marquées sont ceux de X
- il est mort d’une leucémie et X semble être sous traitement à base de cortisone
2) Patrick Floersheim:
- le timbre de voix correspond
- son menton large et anguleux, visible sur la captation vidéo de L'instant M, correspond aux traits de l'acteur

## Principes
Rendez-vous avec X se proposait d'apporter un éclairage original sur certains épisodes emblématiques de l'histoire des XXe et XXIe siècles. Selon le site officiel de l'émission, « X, lui, connaît les secrets que dissimulent ces dossiers. Et que l'Histoire, l'Histoire officielle, a curieusement passés sous silence ».
Patrick Pesnot est journaliste. Dans les années 1970 il a été, avec son homologue Philippe Alfonsi, le coauteur de l'émission télévisée Les Légendaires sur Antenne 2. En outre, à la même époque, le duo a écrit une série de publications dans la collection « Vécu » de Robert Laffont, ainsi qu'un ouvrage au titre explicite Vivre à gauche (1975). Également romancier, dans la collection « Bellemare » Pesnot publie Inconnus célèbres : Les héros de romans ont vraiment existé (seize personnages de romans inspirés de personnes réelles), et plus tard la trilogie romanesque historique La malédiction des Médicis.
Rendez-vous avec X opte pour une démarche inductive : à partir d'un fait ou d'un personnage précis (certains connus, d'autres moins) pour mettre en lumière un pan plus large de l'histoire contemporaine liée au sujet de l'émission. À titre d'exemple, l'émission consacrée à la machine à coder Enigma (14 octobre 2000) a été l'occasion, d'une part de retracer l'histoire de cette machine et, d'autre part, d'aborder le renseignement durant l'entre-deux-guerres et la Seconde Guerre mondiale.
L'émission utilise une mise en scène radiophonique destinée à souligner la pertinence des propos de Monsieur X ainsi qu'à maintenir l'attention de l'auditeur. Patrick Pesnot s'entretient avec « Monsieur X » en le laissant amplement s'exprimer. De temps à autre il intervient pour solliciter une précision ou pour confronter les vues de Monsieur X avec celles de spécialistes, historiens ou journalistes, dont les travaux ont été publiés (la bibliographie est fournie sur le site de l'émission).
Patrick Pesnot a collaboré au début des années 1980 à une émission radiophonique dont le principe était similaire. Pierre Desgraupes y interviewait un mystérieux personnage nommé « Grégoire Lenfant » (peut-être interprété par l'acteur Raymond Bussières). Il prétendait avoir participé et dévoilé les dessous de la plupart des événements de la première moitié du XXe siècle, du vol de la Joconde à la recherche du trésor des nazis. Comme dans Rendez-vous avec X, l'aspect romanesque des grands de ce monde y côtoyait la réalité historique pour en faire un divertissement historiquement crédible et finalement sans prétention.

## Plan
L'émission Rendez-vous avec X dure une quarantaine de minutes, elle est ponctuée par trois intermèdes musicaux (entre quelques dizaines de secondes et quelques minutes) choisis en fonction du thème traité.
- Présentation du sujet de l'émission et rappels historiques par Patrick Pesnot.
- Premier intermède musical.
- Première partie de l'entretien.
- Deuxième intermède musical.
- Intervention « off » de P. Pesnot : citation d'autres sources.
- Deuxième partie de l'entretien.
- Troisième intermède musical.
- Nouvelle intervention « off » de P. Pesnot.
- Troisième partie de l'entretien.
- Conclusion et bibliographie par P. Pesnot. Depuis la rentrée 2014, P. Pesnot passe la parole à Rébecca Denantes pour la bibliographie.

## Évolution
À ses débuts l'émission était centrée sur les questions d'espionnage et les dossiers mystérieux de la Guerre froide. Elle s'écartait volontairement de l'histoire officielle et proposait des versions radicalement différentes d'épisodes comme la mort de Che Guevara (qui, selon X, aurait été livré par le KGB), la crise des missiles de Cuba (démonstration de force de l'URSS dont la faiblesse balistique était connue des Américains grâce à un agent double russe), la défaite de juin 1940 (orchestrée par une véritable Cinquième colonne au sein de l'armée française) ou l'affaire Ben Barka. Ces révélations s'appuyaient, outre le témoignage de X, sur les quelques enquêtes détaillées réalisées depuis les années 1980 sur les services de renseignement, notamment les livres de Roger Faligot, Pascal Krop et Rémi Kauffer sur la DST et le SDECE/DGSE.

## Discographie
- Patrick Pesnot, Rendez-vous avec M. X : Docteur Khan et la bombe pakistanaise, France Inter, coll. « les grands dossiers de France Inter », 25 août 2006.
- Patrick Pesnot, Rendez-vous avec M. X : Srebrenica, la honte et l'abandon, France Inter, coll. « les grands dossiers de France Inter », 22 juin 2006.
- Patrick Pesnot, Rendez-vous avec M. X : J.F. Kennedy, autopsie d'un assassinat, France Inter, coll. « les grands dossiers de France Inter », 27 octobre 2005.
- Patrick Pesnot, Rendez-vous avec M. X : Klaus Barbie, un nazi trop bien protégé, France Inter, coll. « les grands dossiers de France Inter », 25 août 2005.
- Rendez-vous avec X : Reagan contre Kadhafi, France Inter, 3 février 2005.

## BD
- Régis Hautière et Grégory Charlet, cahier documentaire de Patrick Pesnot, Rendez-vous avec X : La Chinoise, Éditions Comix Buro, 2019 (ISBN 978-2-344-03261-9).
- Dobbs et Mr Fab, cahier documentaire de Patrick Pesnot, Rendez-vous avec X : La Baie des cochons[13], Éditions Comix Buro, 2019 (ISBN 978-2-344-03324-1).
- Virginie Greiner et Olivier Roman, cahier documentaire de Patrick Pesnot, Rendez-vous avec X : Mata Hari, Éditions Comix Buro, 2019 (ISBN 978-2-344-03262-6).
- Aurélien Ducoudray et Olivier Martin, cahier documentaire de Patrick Pesnot, Rendez-vous avec X : L'Affaire Pilecki, Éditions Comix Buro, 2020 (ISBN 978-2-344-03263-3).
- Dobbs et Mr Fab, cahier documentaire de Patrick Pesnot, Rendez-vous avec X : Dien Bien Phu, Éditions Comix Buro, 2020 (ISBN 978-2-344--04064-5).